# Morti nel 1256
| Questa pagina contiene informazioni ricavate automaticamente dalle voci biografiche con l'ausilio del template Bio e di un bot. L'aggiornamento è periodico e automatico e ricostruisce completamente la pagina. Se manca una persona in questa lista, sei pregato di non aggiungerla, ma accertati piuttosto che la sua voce biografica contenga il template Bio e che i dati anagrafici siano correttamente compilati. Se il template Bio manca, inseriscilo tu stesso o, in alternativa, metti l'avviso {{tmp\|Bio}} che ne segnala la mancanza. Se i dati riportati sono sbagliati, correggi direttamente la voce biografica; le modifiche saranno visibili in questa lista entro pochi giorni. Per chiarimenti vedi il progetto biografie. La lista contiene solo le 29 persone che sono citate nell'enciclopedia e per le quali è stato implementato correttamente il template Bio. Pagina aggiornata al 18 giu 2025. |

- 4 gennaio - Bernardo di Carinzia, nobile tedesco
- 20 gennaio - Renaud de Vichiers, cavaliere medievale francese
- 28 gennaio - Guglielmo II d'Olanda, sovrano (n. 1227)
- 9 febbraio - Alice di Lusignano, nobile francese (n. 1224)
- 23 marzo - Guglielmo Fieschi, cardinale italiano
- 12 aprile - Margherita di Borbone-Dampierre, regina
- 1º maggio - Mafalda del Portogallo, portoghese (n. 1195)
- 20 maggio - Sabrisho V bar Masihi, vescovo cristiano orientale siro
- 1º settembre - Kujō Yoritsune, militare giapponese (n. 1218)
- 21 settembre - William di Kilkenny, vescovo cattolico inglese
- 28 settembre - Guglielmo I di Tubinga, nobile tedesco
- 14 ottobre - Kujō Yoritsugu, militare giapponese (n. 1239)
- 25 dicembre - Pietro Nolasco, religioso francese
- Jacopo Bonfado, condottiero italiano (n. 1210)
- Colomanno II di Bulgaria, imperatore bulgaro
- Pandolfo di Anagni, militare e vescovo cattolico italiano
- Manfredo della Scala, religioso italiano (n. 1215)
- Federico di Antiochia, conte
- Jacob Anatoli, letterato e filosofo francese (n. 1194)
- Niall, conte di Carrick, nobile scozzese
- Nicola Paglia, presbitero italiano (n. 1197)
- Reginaldo da Bologna, arcivescovo cattolico italiano
- Giovanni Sacrobosco, matematico, astronomo e astrologo scozzese
- Sartak, condottiero mongolo
- Sibt ibn al-Jawzi, scrittore e storico arabo
- Stefano di Borbone, religioso francese
- Giovanni Torchitorio V
- Tolberto II da Camino, nobile italiano (n. 1218)
- Maria di Brabante, nobile tedesca (n. 1226)